# Schloss Saint-Germain-de-Livet

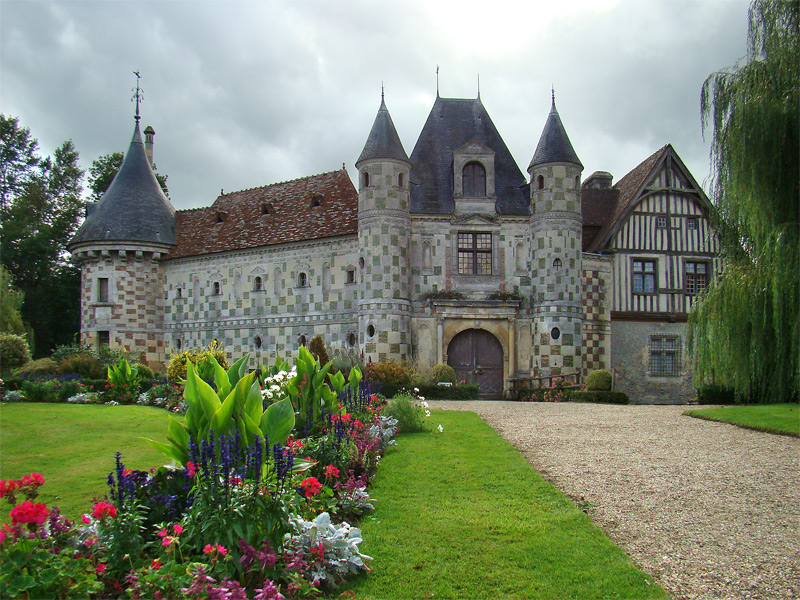
Schloss Saint-Germain-de-Livet von Nordosten

Das Schloss Saint-Germain-de-Livet (französisch Château de Saint-Germain-de-Livet) ist eine Schlossanlage in der französischen Ortschaft Saint-Germain-de-Livet etwa sechs Kilometer südlich von Lisieux im Département Calvados der Region Normandie. Der Graben des Wasserschlosses wird von einem kleinen Zufluss der Touques gespeist.
Erste Partien des Schlosses wurden bereits im März 1924 als Monument historique unter Denkmalschutz gestellt. Ihnen folgten in den Jahren 1959, 1963, 1966 und zuletzt 2007 weitere Gebäudeteile, die ebenfalls in die Denkmalliste aufgenommen wurden.
Die gesamte Schlossanlage ist seit 1958 Eigentum der Stadt Lisieux und steht für Besichtigungen offen. Sie ist ein gutes Beispiel für die französische Adelsarchitektur zur Zeit des Übergangs vom Mittelalter zur Renaissance, denn der Betrachter findet an den Gebäuden noch Wehrelemente wie Pechnasen als auch schon dekorative architektonische Details ohne wehrhafte Funktion.

## Beschreibung

### Das Äußere

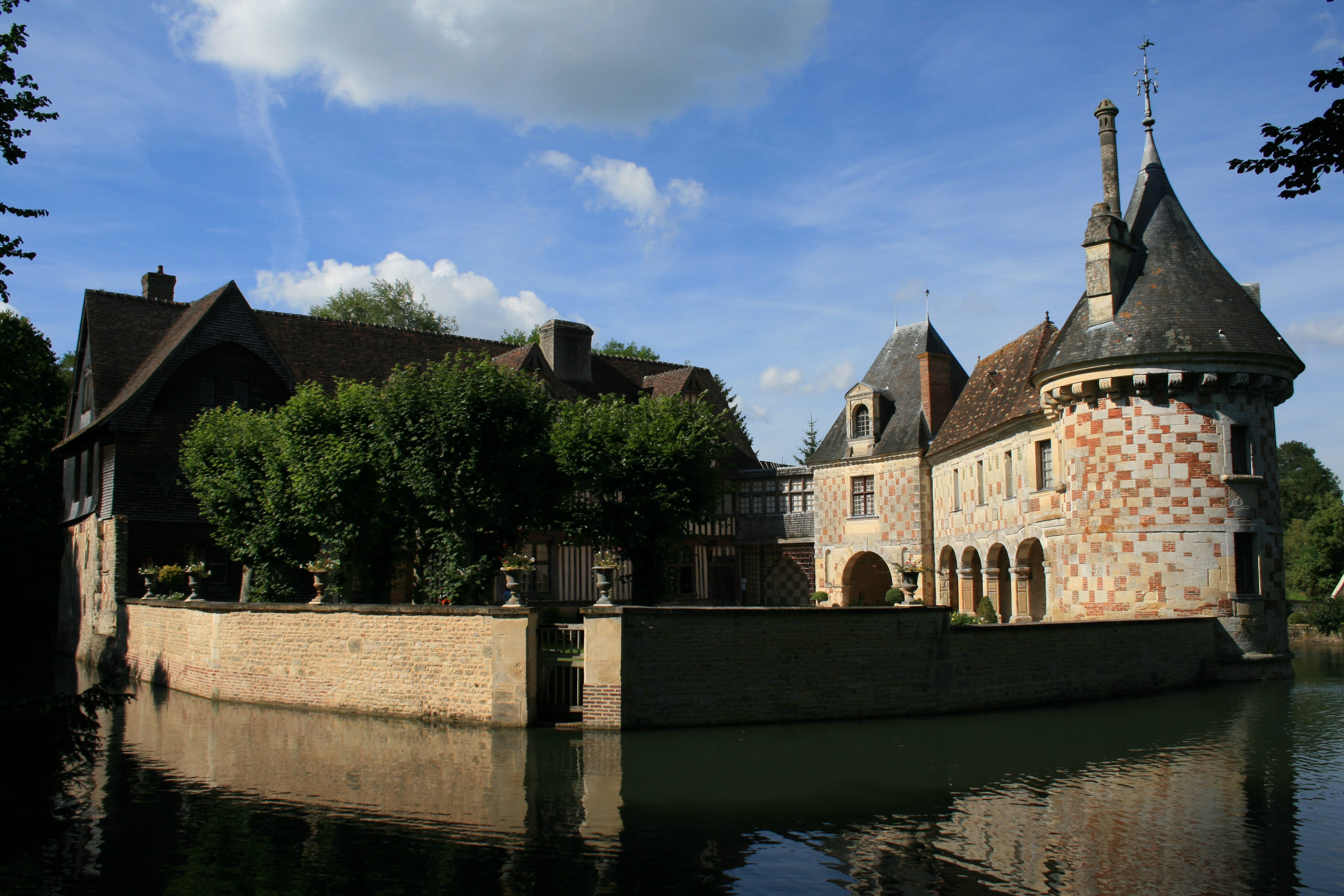
Die Schlossinsel von Süden

Das zweiflügelige Hauptschloss besitzt Bausubstanz aus dem 15. und 16. Jahrhundert und sticht vor allem durch sein Mauerwerk aus hellem Kalkstein mit einem Schachbrettmuster aus rot und grün glasierten Ziegeln ins Auge. Es steht auf einer fünfeckigen Insel, durch die der unregelmäßige Grundriss der Anlage vorgegeben ist. Nördlich davon befindet sich der einstige Wirtschaftshof aus dem 16. Jahrhundert. Die beiden Gebäudeflügel sind an der Nordost-Ecke der Schlossinsel durch ein Torhaus miteinander verbunden. Vom kleinen Schlossgarten im Nordosten der Insel führt eine Brücke zu diesem Bau, der von zwei schlanken Rundtürmen flankiert wird. Das rundbogige Tor besitzt an seiner Außenseite einen kleinen Portikus-ähnlichen Vorbau mit korinthischen Säulen. Westlich des Torbaus schließt sich ein Wohngebäude aus dem späten 15. Jahrhundert an, dessen Obergeschoss in Fachwerkbauweise errichtet wurde. Auf der Ostseite des Torbaus steht ein steinerner Flügel mit zwei Geschossen, dessen Hofseite im Erdgeschoss eine vierbogige Galerie im italienischen Stil aufweist. Ihre vier Rundbögen werden von Pfeilern getragen. An der Außenfassade besitzt dieser Trakt einen Fries zur optischen Trennung der Geschosse und ein Traufgesims mit Reliefornamentik. Die Südecke des Ostflügels wird durch einen mächtigen Rundturm abgeschlossen, der einen schiefergedeckten Kegelhelm, Maschikulis und ein Gesims auf Steinkonsolen besitzt.

### Das Innere
Ein Besuch des Schlossinneren beginnt im Gardensaal (französisch: salle des Gardes) mit seinem großen Kamin sowie Möbeln im Stil Louis-treize und Louis-quatorze. Neben einer bemalten Holzbalkendecke sind dort Reste von Fresken aus dem beginnenden 16. Jahrhundert zu besichtigen. Anschließend ist das ehemalige Speisezimmer mit Empire-Möbeln aus Ebenholz zu sehen.
Über eine große Halle ist nicht nur die einstige Schlossküche zu erreichen, sondern auch das erste Geschoss des Gebäudes. Dort kann ein Zimmer mit Mobiliar des französischen Malers Eugène Delacroix besichtigt werden, das aus dem Jahr 1863 stammt.

## Geschichte
Die ersten namentlich bekannten Herren der Seigneurie Livet entstammten der Familie Tyrel und sind seit dem 12. Jahrhundert greifbar. Nicole Tyrel brachte den Besitz im 14. Jahrhundert an ihren Mann Ancel Louvet. Die heutigen Schlossgebäude gehen auf die Familie Tournebu zurück. Eine Nachfahrin Nicoles und Ancels, Jeanne Louvet, heiratete 1462 Pierre de Tournebu, wodurch dieser Seigneur von Livet wurde. Er begann im letzten Viertel des 15. Jahrhunderts mit der Errichtung eines Wohnhauses in Fachwerkbauweise. Sein Nachkomme Jean de Tournebu und dessen Frau Marguerite de Croismare ließen in der zweiten Hälfte des 16. Jahrhunderts ein befestigtes Torhaus mit einem sich anschließenden Gebäudeflügel aus Stein sowie einen wehrhaften Rundturm errichten. Davon zeugen die beiden Jahreszahlen 1584 und 1588 an den Fassaden der steinernen Gebäude.
Während der Französischen Revolution konfisziert, kam das Schloss nach Ende der Revolution zurück in Familienbesitz. 1806 war Marie de Tournebu, verwitwete de Janville, Eigentümerin des Anwesens. Sie starb trotz zweier Ehen 1810 kinderlos, sodass ihre beiden Nichten aus dem Haus Foucault Saint-Germain-de-Livet erbten. Mitte des 19. Jahrhunderts ließen sie einen Teil der Anlage abreißen und die übrigen Gebäude erneuern. 1879 erwarb sie die Familie Gobley, ehe die Anlage 1920 oder 1922 an Julien Pillaut kam, der ein Nachkomme des bekannten Kunsttischlers Johann Heinrich Riesener war. Nachdem das Ehepaar Pillaut das Schloss in der ersten Hälfte des 20. Jahrhunderts hatte restaurieren lassen, schenkte es die Witwe 1957/58 der Stadt Lisieux.